# The Wizard of Lies
The Wizard of Lies is een Amerikaanse televisiefilm uit 2017 die geregisseerd werd door Barry Levinson. Het misdaaddrama focust op de grootschalige fraude die door Bernie Madoff gepleegd werd en welke impact het had op de levens van zijn familieleden. De hoofdrollen worden vertolkt door Robert De Niro en Michelle Pfeiffer.

## Verhaal
Bernie Madoff is een steenrijke en succesvolle belegger. De zakenman beheert de vermogens van rijke zakenmensen, voor wie hij via investeringen grote winsten boekt. Om die reden heeft hij een uitstekende reputatie in de financiële wereld. Wat echter weinigen weten, is dat Madoff een oplichter is. Slechts een handvol vertrouwelingen, waaronder zijn rechterhand Frank DiPascali, weten dat hij al jaren de vermogens van zijn cliënten verduisterd via een enorme ponzifraude. Zelfs zijn eigen ambitieuze zonen Mark en Andrew, die deel uitmaken van zijn bedrijf, zijn niet op de hoogte van de miljardenfraude.
Wanneer het schandaal aan het licht komt, stort de luxueuze wereld van Madoff in. Hij belandt in de gevangenis en zijn fraude wordt wereldnieuws. Enkel zijn echtgenote Ruth steunt hem nog, hoewel zij door het schandaal bijna al haar sociale contacten verliest. Zijn zonen willen niks meer met hem te maken hebben. Hoewel ze niet bij de fraude betrokken waren, worden ook zij door de media en gefrustreerde burgers beschimpt. De twee lijden onder de stress en media-aandacht die met het schandaal gepaard gaan. Mark pleegt uiteindelijk zelfmoord en Andrew sterft aan kanker.
In de gevangenis wordt Madoff geïnterviewd door journaliste Diana Henriques. Hij blikt terug op zijn leven, fraude en de financiële en emotionele schade die hij heeft aangericht. Madoff toont weinig berouw en lijkt niet ten volle te beseffen hoe ernstig zijn misdaden waren.

## Rolverdeling
| Acteur            | Personage         |
| ----------------- | ----------------- |
| Robert De Niro    | Bernie Madoff     |
| Michelle Pfeiffer | Ruth Madoff       |
| Alessandro Nivola | Mark Madoff       |
| Nathan Darrow     | Andrew Madoff     |
| Hank Azaria       | Frank DiPascali   |
| Kathrine Narducci | Eleanor Squillari |
| Michael Kostroff  | Peter Madoff      |
| Lily Rabe         | Catherine Hooper  |
| Kristen Connolly  | Stephanie Madoff  |
| David Lipman      | Martin Flumenbaum |
| Sydney Gayle      | Emily Madoff      |
| Steve Coulter     | Martin London     |
| Diana Henriques   | Als zichzelf      |

## Productie
In 2011, twee jaar na de veroordeling van Bernie Madoff, kochten Robert De Niro en producente Jane Rosenthal de rechten op het boek The Wizard of Lies van schrijfster Diana Henriques, met de intentie om het te verfilmen met De Niro als hoofdrolspeler. Omdat geen enkele studio het project wilde financieren, belandde het uiteindelijk bij HBO. John Burnham Schwartz werd in dienst genomen om het scenario te schrijven. In 2013 kocht HBO ook de rechten op het boek Truth and Consequences: Life Inside the Madoff Family van Laurie Sadell en werd ook scenarist Samuel Baum op het project gezet. In een later stadium mocht ook scenarist Sam Levinson, zoon van regisseur Barry Levinson, aan het script meewerken.
Eind augustus 2015 werd het project aangekondigd en raakte bekend dat De Niro en Michelle Pfeiffer de hoofdrollen zouden vertolken en Barry Levinson de film zou regisseren. De Niro en Levinson hadden eerder al samengewerkt aan Sleepers (1996), Wag the Dog (1997) en What Just Happened? (2008), en met Pfeiffer had de acteur enkele jaren eerder de zwarte misdaadkomedie Malavita (2013) gemaakt. Verder werd in augustus ook de casting van Alessandro Nivola bekendgemaakt. In september 2015 werden onder meer Hank Azaria, Nathan Darrow, Kathrine Narducci en Kristen Connolly aan het project toegevoegd. Schrijfster Diana Henriques mocht na enkele screentests zichzelf spelen.
De opnames duurden enkele maanden en gingen begin september 2015 van start in New York. Er werd ook gefilmd op Long Island. Gelijktijdig met de productie van The Wizard of Lies ontwikkelde zender ABC de miniserie Madoff (2016).
Op 11 mei 2017 ging de film in première in New York. Negen dagen later werd de film uitgebracht op HBO. The Wizard of Lies kreeg overwegend positieve recensies. Op Rotten Tomatoes heeft de film een waarde van 72% en een gemiddelde score van 6,4/10, gebaseerd op 43 recensies. Op Metacritic heeft de film een gemiddelde score van 67/100, gebaseerd op 26 recensies.

## Prijzen en nominaties
| Jaar | Prijs            | Categorie                                       | Genomineerde(n)                                                                                           | Uitslag     |
| ---- | ---------------- | ----------------------------------------------- | --- | ----------- |
| 2017 | Emmy Awards      | Beste tv-film                                   | Jane Rosenthal, Robert De Niro, Berry Welsh, Barry Levinson, Tom Fontana, Jason Sosnoff, Joseph E. Iberti | Genomineerd |
| 2017 | Emmy Awards      | Beste acteur (miniserie/tv-film)                | Robert De Niro                                                                                            | Genomineerd |
| 2017 | Emmy Awards      | Beste actrice in een bijrol (miniserie/tv-film) | Michelle Pfeiffer                                                                                         | Genomineerd |
| 2017 | Emmy Awards      | Beste casting (miniserie/tv-film)               | Ellen Chenoweth, HBO                                                                                      | Genomineerd |
| 2017 | Satellite Awards | Beste tv-film                                   | HBO | Gewonnen    |
| 2017 | Satellite Awards | Beste acteur (miniserie/tv-film)                | Robert De Niro                                                                                            | Gewonnen    |
| 2017 | Satellite Awards | Beste actrice (miniserie/tv-film)               | Michelle Pfeiffer                                                                                         | Genomineerd |
| 2018 | Golden Globes    | Beste acteur (miniserie/tv-film)                | Robert De Niro                                                                                            | Genomineerd |
| 2018 | Golden Globes    | Beste actrice in een bijrol (televisie)         | Michelle Pfeiffer                                                                                         | Genomineerd |
| 2018 | SAG Awards       | Beste acteur (miniserie/tv-film)                | Robert De Niro                                                                                            | Genomineerd |
| 2018 | DGA Awards       | Beste regie (miniserie/tv-film)                 | Barry Levinson                                                                                            | Genomineerd |
| 2018 | WGA Awards       | Langdurige content (adaptatie)                  | Samuel Baum, John Burnham Schwartz, Sam Levinson                                                          | Genomineerd |
| 2018 | PGA Awards       | Beste langdurige tv-productie                   | Jane Rosenthal, Robert De Niro, Berry Welsh, Barry Levinson, Tom Fontana, Jason Sosnoff, Joseph E. Iberti | Genomineerd |